# Гноми (Середзем'я)

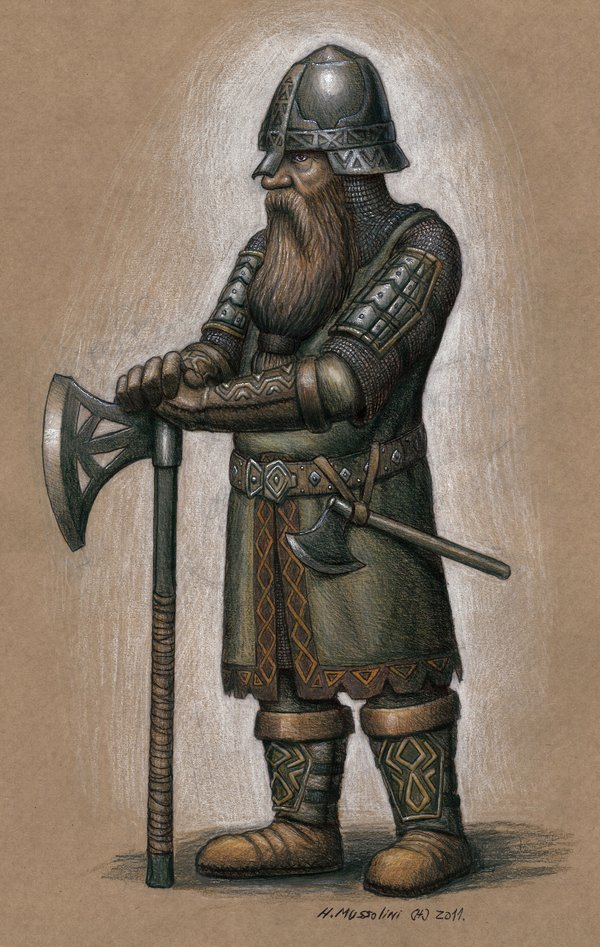
Гноми у легендаріумі Джона Роналда Руела Толкіна

Гноми (в українському перекладі — ґноми) (англ. Dwarves, одн. Dwarf, букв. «карлики»; самоназва Кгазад) — раса у легендаріумі Джона Роналда Руела Толкіна, один із Вільних народів Середзем'я, що була створена валаром Ауле. Рудокопи і рудознавці з народження, найкращі серед смертних ювеліри, ковалі та скульптори-каменярі.
Ця раса була малочисельною і повільно розмножувалася. Ельфи і багато хто з людей вірили в те що гноми виходять з каменю, що не відповідало дійсності. Це можна пояснити тим, що жінок серед ґномів було дуже мало, вони рідко виходили на поверхню і мало чим відрізнялись від молодих гномів — чоловіків. Жінки гномів, як правило, любили один раз і не завжди виходили заміж, оскільки нерідко мріяли про тих за кого не могли вийти, а на інших і дивитись не стали. Чоловіки теж більше люблять роботу, ніж сімейний затишок. Також ельфи були впевнені, що після смерті гноми перетворюються на камінь, але самі гноми були впевнені, що їхні душі відходять у окремі зали Чертогів Мандоса, де їх творець Ауле готує для них іншу долю після смерті. Крім свого загальновідомого імені гноми мали друге потаємне і крім весторна говорили своєю важковимовною мовою кгуздул, якої не вчили нікого з сторонніх і серед чужинців лиш лічені одиниці знали її. У «Багряній Книзі» з неї фігурують лише географічні назви гір біля Морії названі Ґімлі своїм друзям та його бойовий клич у битві при Горнбурзів «Барук Кгазад! Кгазад ай — мену!» — «Сокири гномів йдуть на вас!»

## Історія походження гномів
Відповідно до «Сильмариліону», Ауле дуже хотів побачити прихід в Арду Дітей Ілуватара (ельфів і людей), а тому, не дочекавшись цього, він створив із каменю власних створінь, котрі, одначе, не мали власної волі та розуму. Вони рухалися тільки коли Ауле змушував їх це робити силою думки, а в інший час стояли неживими.
Побачивши неприродність свого творіння, Ауле прийшов до Ілуватара із вибаченнями та вирішив знищити свої створіння, але вони раптово почали просити зжалитися над ними. Еру Ілуватар пожалів Ауле та його створінь, і вдихнув життя у кам'яних створінь, вони й стали гномами. Тим не менш, Еру наклав певні обмеження: гноми мали заснути і пробудитися тільки після того, як в Арді з'являться його першонароджені — ельфи. Ауле приспав сімох Праотців Гномів у різних печерах. Від них і пішли сім родів гномів, одначе в працях Толкіна, як правило, фігурує тільки один — рід Дуріна, який прокинувся в Ґундабаді.

## Клани гномів
Хоча в основному з гномів у творах Толкіна згадується народ Дуріна, усю расу ґномів ділять на сім різних кланів або Домів Перші три раси згадуються у повістях Толкіна:

### Довгобороди
Довгобороди або ж Народ Дуріна (англ. Longbeards), які населяли місто — державу Кгазад-Дум (у перекладі з кгуздула Палаци Народу Кгазад) в Імлистих горах. У Війні Останнього Союзу (3429 — 3441 рр. Другої Епохи) гноми цього клану бились на боці елдарів та дунедайн. Після того як у 1981 році Третьої Епохи вони були змушені покинути його через балроґа, народом Довгобородів були засновані Підгірне королівство під Самотньою Горою (Еребор), королівства в Сірих горах, Залізних пагорбах, печерах Аґларонд (Сяючі — засноване в Четверту Епоху) в Білих горах та місто Зали Торіна в Синіх горах.

### Вогнебороди
Вогнебороди (англ. Firebeards), які заснували місто Ноґрод у Синіх горах. Коли в кінці Першої Епохи місто було зруйноване ці гноми переселились у Кгазад -Дум. Після 1981 р. Т. Е. частина Вогнебородів повернулась у Сині гори.

### Широкозади
Широкозади (англ. Broadbeams), які заснували місто Белеґост у Синіх горах. Коли в кінці Першої Епохи місто було зруйноване ці гноми переселились у Кгазад — Дум. Після 1981 р. Т. Е. частина Широкозадів повернулась у Сині гори.
Після закінчення Першої Епохи згадуються ще чотири:

### Залізноруки, Жорсткобороди, Чорноволоси та Камененоги
Залізноруки (англ. Ironfists ), Жорсткобороди (англ. Stiffeards), Чорноволоси (англ. Blacklocks), Камененоги (англ. Stonefoots) — жили на сході Середзем'я в горах Орокарни (Червоні). У Війні Останнього Союзу (3429 -3441 роки Другої Епохи) ці клани гномів, найімовірніше, бились на боці Саурона. Також деякі вигнанці з роду Залізноруків (англ. Ironfists ) жили в краї Рун, біля Рунного моря, де в горах Піно Рун збудували місто Нурункгіздін
Всі сім кланів гномів відрядили війська на війну з орками Імлистих Гір (2793—2799 рр. Т. Е.), що спалахнула як помста за вбивство орком Азогом Трора з роду Дуріна.
Також у Легенді про Туріна Турамбара та «Дітях Гуріна» згадуються Малі Гноми.

### Малі гноми
Малі гноми (англ. Petty — drawres; на синдарині — Nibin — nogrim) — нащадки мешканців Ноґрода і Белеґоста, вигнані з цих міст за непокору та лінь. У Белеріанді вони з'явились до повернення Морґота, оселившись у печерах Нарґотронда (або як вони називали його Нулкіздін). Згодом вони змаліли ростом. До зустрічі з Великими гномами елдари не знали хто вони і вбивали їх як диких звірів. Проте згодом дали Малим гномам спокій. Гноми Синіх гір зневажали своїх малих родичів і допомогли Фінроду Фелаґунду вигнати їх з Нарґотронда, де вони будували підземне місто для нолдорів. Новою домівкою малих гномів став пагорб Амон — Руд посеред рівнини Талат — Дірнен. До кінця п'ятого століття Першої Епохи малі гноми вимерли. Останніми представниками цього роду були Мім та двоє його синів Кгім та Ібун. В легенді про Туріна Турамбара говориться, що Мім був старим навіть за мірками гномів.

## Королівства гномів
Ґноми мали багато королівств, але завжди було одне головне королівство, в якому мешкав клан Довгобородів (головний з семи Кланів) та їх ватажок, який був верховним королем ґномів і звали його Королем Народу Дуріна; але його житло змінювалося протягом часу, з різних причин він переміщався то в одне місце, то в інше. Крім того, були інші королівства і міста-держави інших гномів кланів (наприклад, Ноґрод і Белеґост).
Одне з найсильніших королівств Довгобородів в Третю Епоху існувало в Залізних Пагорбах. Засноване Грором після відходу гномів з Сірих гір, воно стало одним з наймогутніших, і було єдиною перешкодою в планах Саурона щодо проникнення в Анґмар, руйнування Імладріса і Мітлонда, удару в тил Ґондору та Рогана. У Війні Орків і Гномів, гноми Залізних Пагорбів зіграли важливу роль — в битві за Азанулбізар Грор послав свого сина Наїна, і той прибув до важливий момент бою, привівши з собою свіже підкріплення на допомогу основному війську гномів, змінивши хід битви в їх користь. У цій же битві Наїн був убитий Азоґом, але його син Даін II помстився за батька і вбив Азоґа.
Після загибелі батька Даїн став королем гномів Залізних Горбів і прийшов на допомогу Торіну в Битві П'яти Армій; а після його смерті став королем Еребора, контролюючи володіння довгобородів в Синіх Горах — Чертоги Торіна.
Крім того, відомо королівство гномів в горах Ереду Луїн (Блакитні гори), з містами Ноґрод і Белеґост, які існували в Першу Епоху аж до Війни Гніву. Ґноми Ноґрода і Белеґа частково брали участь в Битвах Белеріанда. Під час битви Нірнает Арноедіад гноми Белеґа на чолі з їх королем Азагхалом брали участь в битві. Вони прославилися завдяки перемозі над драконом Ґлаурунґом, чим вони врятували життя багатьом ельфам.
Після того, як Тінґол отримав Сільмарілл, він дав його гномам Ноґрода, щоб ті вставили його в намисто Науґламір. Але гноми, побачивши красу Сільмарілла, забрали його для себе, вбивши Тінґола, а також майже повністю знищивши Менеґрот в Битві Тисячі Печер. Проте, Сільмарілл гноми так і не отримали — при поверненні додому вони були атаковані Береновою армією ентів і ельфів, та були знищені в битві при Сарн Атраде.
У Ноґрод любив приходити Еол Темний Ельф, а також його син Маеґлін. Ноґрод і Белеґост були остаточно покинуті після Війни Гніву та після затоплення Белеріанда.
Після довгих років поневірянь гномів Еребора на чолі з Торіном Дубощитом, вони влаштувалися в новій підгірської фортеці, знову стали селитися у Синіх Горах (Еред-Луін). Особливо їх приплив посилився зі зміцненням Саурона в Мордорі: багато рятувалися від слуг Темного Володаря у Залах Торіна незадовго до Війни Кільця, також з'явилося багато ґномів зі сходу, хоча відомо, що деякі ґноми приходили в гори лише для роботи в рудниках і пізніше йшли за Імлисті Гори.

## Імена ґномів
Багато імен гномів Толкін запозичив з скандинавської міфології. У цьому легко переконатися прочитавши Старшу Едду. Цікаво, що ім'я «Ґандальф» (Gandalf) в цьому епосі належить не тільки Ґандальфу, а й ґному. Кожен гном носив два імені — власне гномів (сакральне) і для вживання при контактах з іншими расами (наприклад, з людьми і ельфами), і як правило воно — людського походження.
Імена гномів в творах Толкіна: Азаґгал, Балин, Біфур, Бодруіт, Бомбур, Борин, Бофур, Ґаміль, Зірак, Ґімлі, Ґлоін, Ґроін, Ґрор, Даін, Дурін, Двалін, Дис (єдина згадана на ім'я жінка-гном), Дорі, ібун, Кілі, Кхім, Лоні, Мім, Наїн, Налі, Нар, Нарви, Науґладур, Норі, Оін, Орі, Телхар, Торін, Траін, Трор, Фанґлуін, Фарін, Філі, Флоі, Фраар, Фрерін, Фрор, Фундін.